# Eurosalt
Eurosalt is een handelsmaatschappij die steenzout importeert en levert aan grootgebruikers. Het bedrijf is gevestigd in Moerdijk.
Het bedrijf is opgericht in 1983 als een leverancier van wegenzout. Tegenwoordig wordt ook zout voor tal van andere toepassingen geleverd, met name in de industrie. Men heeft opslagcapaciteit voor 185 kton wegenzout.
In Nederland wordt, naast steenzout, ook vacuümzout geleverd, en wel door Akzo Nobel (zie: Chemiepark Delfzijl) en door Frisia Zout. Magnesiumzout wordt als vacuümzout geleverd door Nedmag.